# Ібрагім Адель
Ібрагім Адель (араб. إبراهيم عادل, нар. 23 квітня 2001, Порт-Саїд) — єгипетський футболіст, нападник клубу «Пірамідс» і національної збірної Єгипту.

## Клубна кар'єра
Народився 23 квітня 2001 року в місті Порт-Саїд. Починав займатися футболому у структурі клубу «Аль-Меррейх», а 2018 року перейшов до структури «Пірамідс».
У дорослому футболі дебютував 2019 року виступами за головну команду «Пірамідс». Стабільно отримувати ігровий час і відзначатися забитими голами почав по ходу сезону 2020/21.

## Виступи за збірні
Протягом 2020–2021 років залучався до складу молодіжної збірної Єгипту. На молодіжному рівні зіграв у 2 офіційних матчах, забив 1 гол.
2021 року захищав кольори олімпійської збірної Єгипту. У складі цієї команди провів 3 матчі. У складі збірної — учасник футбольного турніру на Олімпійських іграх 2020 року у Токіо.
Восени 2021 року дебютував в офіційних матчах у складі національної збірної Єгипту.
Був вклюючений до її заявки на Кубок африканських націй 2021, що проходив на початку 2022 року в Камеруні, де на поле не виходив, а єгиптяни вибороли «срібло».
| Дата      | Місто       | Господарі | Результат | Гості   | Турнір           | Голи | Примітки |
| --------- | ----------- | --------- | --------- | ------- | ---------------- | ---- | -------- |
| 30-9-2021 | Александрія | Єгипет    | 2 – 0     | Ліберія | товариський матч | -    | 68'      |
| Усього    |             | Матчів    | 1         |         | Голів            | 0    |          |

## Титули і досягнення
- Срібний призер Кубка африканських націй: 2021